# Louis Rosenfeld
Pour les articles homonymes, voir Rosenfeld.
Louis B. Rosenfeld (né en 1965) est un scientifique de l’information, consultant, et auteur américain. Il est notamment connu pour avoir coécrit l’architecture de l’information pour le web (en anglais,« Information Architecture for the World Wide Web »).

## Biographie
Rosenfeld a d’abord étudié à l’université du Michigan en 1987, où il a obtenu une licence d'histoire. Il a ensuite été diplômé, en 1990, d’un master en science de l’information et des bibliothèques, à l’université de l’information du Michigan.
Au côté de Peter Morville, il a cofondé Argus Associates, une des premières firmes dédiées exclusivement à la pratique de la structure de l’information. Le cabinet de conseil était en première ligne dans ce domaine tout juste naissant qu'était l’architecture de l’information, avant la bulle Internet (en anglais,« Dot-Com bubble ») de 2001. Rosenfeld est devenu impopulaire au sein des professionnels de l’internet en prévoyant la « mort » imminente du géant Yahoo, entré en bourse en 1996 et qui avait successivement connu en 5 ans une multiplication par 40 des prix de ses actions.
Rosenfeld a grandement participé aux efforts pour renforcer la communauté de l'architecture de l'information. En 2002, il fonde avec Christina Wodtke l’institut de l’architecture de l’information, où il devient membre du conseil consultatif. Il crée aussi l'organisation professionnelle des architectes de l'information et le sommet annuel de l'architecture de l'information.
En 2005, il fonde Rosenfeld Media, une maison d’édition qui publie des livres sur l'expérience utilisateur et qui propose des consultations et formations d'expérience utilisateur. Il est également cofondateur du réseau de l’expérience utilisateur (UXnet).

## Publications majeures
Livres:
- (en) Morville, P., Janes, J., Rosenfield, L., Candido, G. A., Rosenfeld, L. B., & Decandido, G. A. (1999). The Internet Searcher's Handbook: Locating Information, People, and Software. Neal-Schuman Publishers, Inc.
- (en) Morville, Peter. Rosenfeld, Louis. Information architecture for the World Wide Web: Designing large-scale web sites. O'Reilly Media, Inc., 2002/2008.
- Morville, Peter; Rosenfeld, Louis. L'architecture de l'information pour le web. O'Reilly Media, édition française, 2007.
- (en) Rosenfeld, Louis. Search  Analytics for Your Site: Conversation With Your Consumers. 2011

Articles:
- (en) Janes, Joseph W. Rosenfeld, Louis. "Networked information retrieval and organization: Issues and questions." Journal of the American Society for Information Science 47.9 (1996): 711-715.
- (en) Rosenfeld, Louis. "Information architecture: looking ahead." Journal of the American society for information science and technology 53.10 (2002): 874-876.